# エースコンバットシリーズにおける年表
エースコンバットシリーズにおける年表（えーすこんばっとシリーズにおけるねんぴょう）では、バンダイナムコエンターテインメント（旧ナムコ→バンダイナムコゲームス）のフライトシューティングゲーム『エースコンバットシリーズ』における世界における出来事を年表形式に掲載する。

## ストレンジリアルの年表

### 紀元前
6500万年前
巨大小惑星の衝突によって恐竜が絶滅したとされる。

### 19世紀以前
12世紀
北ベルカの南西でシュティーア城が建造される。
15世紀
グレースメリアが王政時代から繁栄を続ける。
16世紀半ば
オーシア海軍のスタッフォード提督が第3艦隊を創設する。

### 20世紀
1905年
オーシアとベルカの間でオーシア戦争が勃発する。
1905～1910年
ベルカのフランクリン・ゲルニッツ空軍特務大臣が世界で初めて空軍を組織。
1910年
オーシア戦争が終結する。
1947年
アントン・カプチェンコ、ディトリッヒ・ケラーマン誕生。
1955年
ラモス・ゴンザレス誕生。
1967年
デトレフ・フレイジャー、ベルカ公国首都ディンズマルクで誕生。
1970年
マルセラ・バスケス、サピン王国首都グラン・ルギドで誕生。
アントン・カプチェンコがベルカ空軍入隊。
1973年
ディトリッヒ・ケラーマン、ベルカ空軍に入隊し第51航空師団ズィルバー隊所属となる。
1975年
ラモス・ゴンザレス、軍隊に入隊。
1980年代
オーシアとユークトバニアの間で冷戦が勃発。
1980年
エリッヒ・ヒレンベランド、ベルカ空軍アカデミー卒業後にベルカ空軍入隊。
1981年
デミトリ・ハインリッヒ、ベルカ空軍入隊
ベルカで弾道ミサイル防衛構想（のちのエクスキャリバー）始まる。
1988年
ベルカ連邦法が改正される。
2月8日 - ゲベートがベルカから独立。
5月12日 - ウスティオ共和国がベルカから独立。
1989年
エクスキャリバーの第一高出力レーザーモジュールの出力テストが完了。
1990年
5月 - エクスキャリバー建設反対を叫ぶ自然保護団体のデモ発生。その後ベルカ政府はタウブルグ一帯を完全に立ち入り禁止区域に指定。
10月 - エクスキャリバー建設開始。
1991年
7月29日 - ニューポート・サーゴ造船所が空母ケストレルの建造契約を受け入れる。
8月29日 - ベルカが領土を周辺国へ売却。
12月12日 - ベルカで極右政党「ベルカ民主自由党」が勢力を伸ばす。
12月26日 - オーシア大陸東部諸国の間で民族に基づいた国境線引き直しが実施。ゲベート南部がレクトとして独立。ウスティオは東部をラティオに割譲。
1992年
ベルカ民主自由党が最大議席を獲得し事実上の政権交代が起きる。
1994年
小惑星ユリシーズ発見される。
1995年
3月25日 - ベルカ戦争勃発。
6月20日 - ベルカの降伏調印式がルーメンで行われる。ベルカ戦争終結。
12月25日 - 国境なき世界がクーデターを起こす。
1996年
1996年以降 - ベルカ戦争の終結以降、オーシアとユークトバニアの間で融和政策が展開され、冷戦が終結に向かっていく。
4月20日 - FCU大統領が小惑星ユリシーズが地球に衝突する可能性が確実となったと発表する。
1997年
5月30日 - ユージア大陸で軍事クーデターが勃発。統合軍とスカーフェイス1により鎮圧される。
1999年
7月8日 - ユリシーズが地球に衝突、約50万人が死亡する。

### 21世紀
2003年
夏 - エルジア共和国軍が中立国サンサルバシオンへの侵攻を開始する。大陸戦争勃発。
2005年
ベルカ戦争における一部の資料が公開される。
9月19日 - エルジア首都ファーバンティ陥落。エルジア政府はISAFの降伏勧告を受諾し大陸戦争が終結する。
9月26日 - エルジア政府の降伏を認めない若手将校がメガリスを占拠して隕石攻撃を開始するが、ISAFとの交戦で鎮圧される。
9月～12月 - ジャーナリストのブレット・トンプソンが各地でベルカ戦争に関わったパイロット達へのインタビューを収録する。
2006年
3月25日 - 「OBC Documentary Special: Warriors and The Belkan War」が放映。
9月下旬 - 旧エルジア軍残党勢力「自由エルジア」が蜂起。これに対してISAFは自由エルジア鎮圧を目的とした「オペレーション・カティーナ」を発動。
2010年
9月23日 - オーシアのランダーズ岬沖合の飛行訓練空域で国籍不明機が侵入する。オーシア軍兵士8人が死亡する。
9月27日 - ユークトバニアがオーシアに宣戦布告。環太平洋戦争が正式に勃発。
12月31日 - SOLGが撃墜。環太平洋戦争が終結。
2011年
ユージア大陸にて国際軌道エレベーターの建造が開始。
2013年
11月 - アイザック・アレンスキー外相襲撃事件発生。
12月 - アイザック・アレンスキー外相死亡。
2014年
IUN国際停戦監視軍と自由エルジアの間で複数回の戦闘が行われる。
2015年
8月30日 - エメリア・エストバキア戦争勃発。
2016年
4月～5月頃 - エメリア・エストバキア戦争終結。
2018年
アビサル・ディジョンがサンドバリーGR防衛大学工学部航空宇宙工学科を卒業。
9月 - アビサル・ディジョンがゼネラルリソースに入社し、GRDFにパイロットとして配属される。
2019年
5月15日 - 灯台戦争（第二次大陸戦争）が勃発。
12月1日 - 灯台戦争が終結。
2020年
6月30日 - オーシアのレッドミル空軍基地にてベルカ戦争終結25周年記念式典が開催される。
10月 - オーレリアとレサスの間でオーレリア戦争が勃発する。
2021年
4月21日 - 紘瀬玲名生まれる。
2028年
ゼネラルリソース社内で極秘にDOE（Darkness of Enigma）計画が始動し、電脳化技術や人工光速神経網など、数多くの先端技術についての研究・開発が始まる。X-49 ナイトレーベンの開発開始。
2030年
5月14日 - DOE計画を危険視し始めていた保守的なゼネラルリソース上層部が、電脳化研究が行われていたDOE軍事研究所を、研究中の事故に見せかけて爆破した。この事件により、電脳空間に人格をコピーする電脳化実験を行っていたヨーコ・マーサ・イノウエと、その電脳化実験の被験者だったアビサル・ディジョンが死亡する。
2031年
サイモン・オレステス・コーエンをはじめとした一部の技術者がゼネラルリソースからニューコムに集団移籍する。
2032年
ゼネラルリソースが新OSのデータースワローをリリース。
2033年
DOE計画が凍結され、X-49 ナイトレーベンの開発も凍結される。保守的な姿勢に内部反発が起き、ゼネラルリソースからニューコムへ技術者が集団移籍する。ニューコムは、後に技術力でゼネラルリソースを凌駕することになる。
ニューコムがNVS（Neucom Visual Server）というエレクトロスフィア上の放送配信サービスを開始する。
2035年
ゼネラルリソースがGBS（General Broadcasting System）というスフィア民営放送局を設立する。
2037年
UPEO治安対策機構代表にガブリエル・W・クラークソンが就任する。
2038年
ゼネラルリソースとニューコムの間で紛争が表面化し始める。
ニューコムがナノバイトをリリースする。
2039年
ニューコムがメガフロートの建造を完了する。
2040年
データースワローver.3.2.2がリリースされる。
企業間戦争が勃発。企業間の武力紛争の抑止のためにUPEOは特別航空部隊SARFを結成する。
2030年の事件で恋人を失い、孤独に電脳空間を彷徨っていたアビサル・ディジョンのコピー人格が、世界で権力を握る巨大企業群の転覆と全人類の電脳化を計画し、各企業からの離反者を集めて、クーデター軍のウロボロスを結成する。作戦の実行により、各巨大企業に甚大な被害を与えたものの、自身の搭乗機を撃破され失敗する。
2043年
オリエンタルコンピュータ社がゼネラルリソースに吸収される。

## エースコンバット アサルト・ホライゾンの年表

### 20世紀以前
1874年
日本で「大河商店」が創業する。
1956年
GHQが日本に対し航空機開発を全面的に解禁。大河商店が「大河重工業」へと改称。
1960年代
大河重工がT-34の後継機として「TTJ-60」を開発。採用はされず。
1980年代
ルーマニアにて未知の戦闘機が確認され、NATOはコードネーム「ファンダンス」を付与。同年代中にソ連はMiG-29やSu-27を公開。アメリカはType-117Aを公開。
1989年
12月25日- ルーマニアのコンスタンツァ県にある旧コアンダ工廠にてCFA-44が製造される。
1990年代
中東やアフリカの紛争地帯でCFA-44が実戦投入される。アフリカの某国で墜落したファンダンスがNATOによって調査され、機体名が「CFA-44」であることが発覚する。

### 21世紀
2001年
9月11日 - アメリカで同時多発テロ事件が発生。
2002年
5月23日 - 日本で同時多発領空侵犯事件が発生。
8月 - 大河重工がアメリカのフォア・ジェット社の買収交渉を開始。
11月 - 大河重工がフォア・ジェット社を吸収合併。
2003年
3月 - 大河重工がビジネスジェット機「TFJ-01」の開発を開始。
8月 - 大河重工が独自に戦闘機の開発を開始。「震電II計画」と命名される。
10月 - 大河重工はイギリスのEJ社とRR社に新型戦闘機用エンジンの開発を打診。
2004年
6月 - 大河重工はTFJ-01を発表。モックアップの公開および受注を開始。
8月 - 大河重工の新型戦闘機の名称が正式に「震電II」に決定。モックアップの制作開始。
2007年
3月 - 大河重工のビジネスジェット機「TFJ-01」が初飛行。
2009年
1月 - 日本の防衛庁が防衛省へ移行。
2015年
東アフリカの反政府組織「SRF」に対し、NATO及びロシア軍が連合軍を組織し掃討作戦が開始される。
3月 - 日本にて領空侵犯が増加する。
8月 - 自衛隊が海洋機動連隊を創設。
12月21日 - 国連決議2156に基づき、NATO軍によるSRF掃討作戦中にトリニティが炸裂。東アフリカの連合軍基地と油田地帯がSRFの攻撃を受ける。
12月22日 - 前日の戦闘でSRFに捕らわれたセルゲイ・イリッチ少佐の救出作戦が実行され成功。作戦中にトリニティが炸裂。
12月23日 - トリニティが輸送されたと見られるモガ・ア・ディー・ユにて戦闘が勃発。NATOと行動を共にしていたロシア軍のイワン・スタグレイショフ将軍らが反乱。ブラトノイを名乗り、カルースにてトリニティが炸裂する。
12月25日 - ブラトノイはトリニティを用いてアラブ首長国連邦を脅迫。NATOとブラトノイの間でドバイ上空にて空戦が勃発。
12月26日 - スエズ運河を航行するコンテナ船に対しアメリカ軍が臨検。船舶のクルーが反撃し戦闘が勃発。
12月27日 - ブラトノイによるトリニティを用いた脅迫は、ロシアでのクーデターから目を逸らさせる作戦であることが判明。新ロシア連邦（NRF）を名乗る反政府組織に、ロシア軍24個師団が同調。NRFによってモスクワが陥落。NATOとロシア正規軍は共同してNRF討伐を試みる。
12月31日 - NRFに占領されたデルベントを奪還するため、連合軍が上陸作戦を決行。ロシア正規軍が上陸し各所を制圧していったものの、NRFはトリニティ弾頭を搭載した巡航ミサイルを発射し現地で炸裂する。
2016年
1月3日 - ベールイ基地にて連合軍とNRFの間で戦闘が勃発。
1月6日 - 連合軍はNRFに拉致されたロシアの首相を救出することを目的としたグース・レスキュー作戦を開始。黒海にて連合軍とNRFの間で戦闘が勃発。連合軍は首相の救出に成功。
1月10日 - コーカサス地方のNRF占領地域にて移動式ICBM発射台とICBMサイロが稼働開始。アメリカ軍は爆撃機でこれを破壊。アメリカを目標としたICBMが1発発射されたものの、ブーストフェイズの段階で破壊に成功。
1月15日 - モスクワにて連合軍とNRFが交戦。NRFはモスクワに向けて残り3発あるうちの1発のトリニティを用いて、連合軍とモスクワに大きな被害を与える。もう1発も発射する予定だったが、搭載した爆撃機が撃墜され失敗。NRFを率いるスタグレイショフ将軍はクーデターの失敗を悟り、連合軍に残り1発のトリニティを提供する代わりに自身の免責を求めたが、反米強硬派のアンドレイ・マルコフによって射殺される。脱出に成功したNRFの戦力はアフリカのどこかで燃料を補給した後に南米北部へ移動したと見られる。
1月18日 - マイアミ上空にてアメリカ軍とNRFが交戦。その後、アメリカ軍機がフロリダの沿岸域にてトリニティを装備したNRF戦闘機を捕捉するが、取り逃がしてワシントンD.C.への接近を許す。ホワイトハウスの南で戦闘が勃発し、トリニティの1発がホワイトハウスに向けて発射されるが、迎撃により弾頭が破壊され、タイダルベイスンに落着した。NRF指導者のマルコフは戦闘中に死亡。
2017年
8月 - 羽田沖事件が勃発。ASF-XとCFA-44が交戦。
2018年
9月12日 - NRFがウラジオストク経由で南下を開始。
9月14日 - 航空自衛隊の共同評価試験隊が新型空対空ミサイル「XAAM-7」のテストのため無人標的機への性能評定試験を2日間に渡り実施。
9月15日 - NRFによる日本海レーダー施設への攻撃、および太平洋側から侵入した謎の戦闘機によって首都防空戦が勃発。NRFに対し在日米軍が迎撃に向かったものの、レーダー施設は損壊。東京では共同評価試験隊が試験を中止して空戦に参加。
2021年
9月 - 日本から「ひゅうが改」を筆頭とする親善艦隊がインド洋から喜望峰を経由するルートでイギリスのポーツマス海軍基地へ航行を開始。艦隊にはイギリスへの輸出用のF-3Cを搭載しており、航行中に海上自衛隊とイギリス海軍の間で合同訓練が実施される。
10月14日 - 西アフリカのセカル・ジーババンコ政権に対し、マウヌース・ビランヌル議員およびエルシオ・パギハス将軍が反旗を翻す。西アフリカ内戦が勃発。
10月15日 - 西アフリカのラゴスで孤立したイギリス人を救助するため、日英合同で親善艦隊による救出作戦を実施。日本の官房長官は「イギリスの作戦に、ひゅうが改を救助ヘリやイギリス用F-3Cの発着艦プラットフォームとする」と説明。
2022年
1月頃 - 西アフリカの反政府軍は首都アブジャを放棄したが抵抗を継続中。パギハス将軍も存命の状態にある。